# William Henry Mahoney Christie
Sir William Henry Mahoney Christie [víljem hénri mehóni krísti], angleški astronom, * 1. oktober 1845, † 22. januar 1922, na parniku Morea pri Gibraltarju.

## Življenje in delo
Christiejeva družina je bila po očetovi strani škotskega porekla, po materini pa irskega, zato je tudi dobil tri imena.
William Christie je bil zaradi svojih sposobnosti med letoma 1870 in 1881 glavni pomočnik na Kraljevem observatoriju Greenwich. V letu 1881 je kot osmi kraljevi astronom nasledil Georgea Biddlla Airyja. Službo je opravljal do leta 1910, ko se je upokojil. Airy in John Pond sta opravljala službo vse do smrti.
Član Kraljeve družbe je Christie postal leta 1871. Od 1880 do 1882 je bil njen tajnik, med 1888 in 1890 pa njen predsednik.

### Osmrtnice
- v angleščini:
- Monthly Notices of the Royal Astronomical Society 83 (1923) 233
- The Observatory 45 (1922) 77
- Publications of the Astronomical Society of the Pacific 34 (1922) 138 (en odstavek)

1. ↑  Record #116509724 // Gemeinsame Normdatei — 2012—2016.
2. 1 2  SNAC — 2010.
3. ↑  Find a Grave — 1996.